# Klemm Kl 32
Klemm Kl 32 – trzymiejscowy dolnopłat łącznikowy, zaprojektowany przez Roberta Lussera, a produkowany przez wytwórnię Klemm. Prototyp samolotu został oblatany w 1932 r.
Podczas kampanii wrześniowej samolot był wykorzystywany, w niewielkim zakresie, przez Luftwaffe.
Prędkość maksymalna 210 km/h, zasięg 800 km.